# ثورات القبائل الأفغانية بين عامي 1944 و1947
كانت ثورات القبائل الأفغانية بين عامي 1944 و1947 أو اضطرابات خوست عبارة عن سلسلة من الثورات القبلية في مملكة أفغانستان التي قامت من قِبل رجال قبائل زدران ومنغل وسافي الأفغانية، والتي استمرت من أبريل 1944 وحتى يناير 1947. تكمن أسباب قيام الثورات في تدهور أوضاع المزارعين، والتغييرات في قوانين التجنيد، والقضاء على سلطة زعماء قبائل سافي، والولاء لأمان الله خان، والاحتكارات التجارية، والمراقبة الحكومية، والضرائب، والفقر. بدأ الصراع عندما اشتبكت القوات الحكومية مع قوات زعيم قبلي يدعى مزراق، الذي قاد قبيلة زدران في الثورة. وأعقبت انتفاضة زدران انتفاضات إضافية من قبل سافي ومنغل، التي انتخبت ساليماي ملكًا لها.
نشرت الحكومة الأفغانية طائرات هوكر هايند ضد المتمردين، وذلك عن طريق استخدام الطائرات لإسقاط منشورات ورقية، وإطلاق النار على رجال القبائل وإسقاط القنابل الحارقة. غزا مزراق الراج البريطاني في أواخر عام 1944، على الرغم أنه أُجبر في النهاية على العودة إلى أفغانستان بسبب القصف الجوي البريطاني. على مدى انتفاضته، انضم إلى مزراق قادة متمردين آخرين، مثل السلطان أحمد وعبد الرحمن (الذي يُطلق عليه اسم «باك»). في الوقت نفسه، حارب محمد داود خان ضد سافي في المنطقة الشرقية. ثارت قبيلة منغل في يونيو 1945. ولم ينجح حصار سافي الذي استمر لمدة 14 يومًا لمنطقة «كونر خاص» بسبب تزويد القوات الجوية الأفغانية المستوطنة بالطعام والذخيرة. هُزمت قبيلة سافي في أواخر عام 1946، واستسلم مزراق في 11 يناير 1947، منهيًا الثورات.

## خلفية تاريخية
وفقًا لألكسندر دافيدوف، تكمن أسباب قيام الثورات في تدهور أوضاع المزارعين. كان على المزارعين والملاك أن يقدموا ثلث حصادهم للحكومة، وهي ممارسة يُشار إليها باسم «سيكوتي». تعين عليهم بعد ذلك نقل الحصاد إلى المستودعات الحكومية في منطقتي بار كونار (أسمر) وكوز كانار (خوا). في ذلك الوقت، كان يمكن تحقيق ذلك فقط من خلال وسائل النقل التي تجرها الحيوانات. كان من الشائع جدًا أن يؤخر المسؤولون قبول الإيداع ويشككوا في جودة منتجاتهم. من أجل التملص من المستحقات، يُضطر المزارعون وملاك الأراضي غالبًا إلى دفع الرشاوى. على الرغم من ذلك، ادعت حكومة جمهورية أفغانستان (1973-1978)، بعد عقود من الثورات، أن الفلاحين دعموا الحكومة الأفغانية وأن قبائل سافي نهبت منازل الفلاحين وأعمالهم التجارية انتقامًا لذلك.
وفقًا لديفيد بي. إدواردز، فالأسباب الكامنة وراء ثورة سافي تكمن في تغيير قوانين التجنيد في سافي. لسنوات عديدة قبل الانتفاضة، كان الإجراء المقبول لتعبئة المجندين العسكريين -المعروف باسم «الكامي» أو المنهج «القبلي»- بالنسبة للقبائل الفردية هو تزويد عدد معين من الرجال من اختيارهم للخدمة العسكرية؛ كان هؤلاء الرجال يخدمون دائمًا معًا وبشكل عام في مواقع لم تكن بعيدة عن منازلهم. ومع ذلك، قبل عدة سنوات من الانتفاضة، أصرت الحكومة على استخدام نظام يُشار إليه باسم «النوفوس»، أو«السكان»، إذ عبّأ فيه الجيش مجنديه مباشرةً من السكان دون التشاور مع أي هيئة قبلية. كان النظام السابق مفيدًا للقبيلة، وخاصة شيوخ القبائل الذين يقررون من الذي سيخدم. أقصى الإجراء الجديد قوة زعماء قبيلة سافي، وبالتالي عارضته القبيلة بشدة.
دعم أحد قادة المتمردين، وهو مزراق، إعادة تعيين أمان الله خان، ملك أفغانستان الذي أطيح به في الحرب الأهلية الأفغانية (1928-1929). 
وفقًا للسجلات البريطانية، كانت انتفاضة سافي ناجمة عن محاولات الحكومة الأفغانية فرض التجنيد الإلزامي في قبيلة سافي، والاحتكارات التجارية الممنوحة للشركات التجارية الأفغانية، والمراقبة الحكومية. يُرجِع ويت ماسون سبب انتفاضة سافي إلى «الضرائب الوحشية والقمع والفقر».

## الصراع

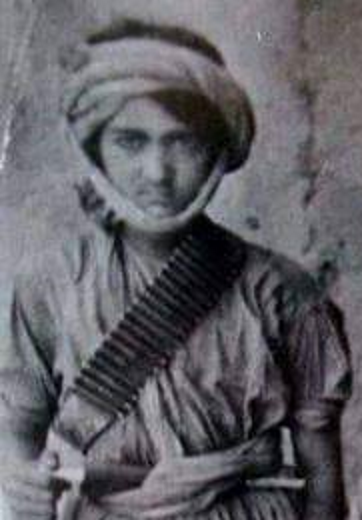
مزرق خان زادران (بالباشتو: رکان ځاردو؛ عاش بين القرنين العشرين والعام ١٩٧٢) كان زعيمًا من قبيلة زادران، قاتل ضد الحكومة الأفغانية خلال ثورات القبائل الأفغانية بين عامي ١٩٤٤ و١٩٤٧.

### العمليات في المناطق الجنوبية ضد مزراق
بدأت العمليات التي سيطلَق عليها رسميًا اسم العمليات في المنطقة الجنوبية ضد مزراق في أبريل 1944. هناك روايات متعددة حول كيف بدأ الصراع. طبقًا للسجلات البريطانية، بدأت الأحداث بعد وقت قصير من نقل الحكومة الأفغانية قواتها إلى المنطقة الجنوبية لإعادة تأكيد سلطتها في المنطقة، والتي كانت في ذلك الوقت ملاذًا آمنًا للمهربين. هُوجمت القوة الحكومية في الطريق من قِبل زعيم قبيلة زاديان الذي يُدعى مزراق. وبحسب تحقيق باكستاني لاحق، فقد بدأ الصراع بعد أن داهمت الحكومة الأفغانية منازل مزراق الصيفية في تلال تاراغاري ومنزله الشتوي في المارة، إذ يُشتبه أن مزراق يؤوي عناصر من أنصار أمان الله.

### انتفاضة سافي
ثارت قبيلة سافي في عام 1944 أو1945. بدأ الأمر عندما جاء أمر باعتقال قادة سافي، وهم سلطان محمد، وعبد القادر، ومير سلام، وموموند خان، وتجدر الإشارة أن مير سلام هو الذي أبلغ القادة الآخرين وتمكن من التحريض على انتفاضة عامة في دافغال وبادل من بين مناطق أخرى. بدأ الصراع عندما نصب متمردو سافي كمينًا وأسروا القوات الحكومية التي تهدف إلى تعبئة المجندين. في 24 يونيو 1945، أُرسلت 4 طائرات إلى جلال آباد للتعامل مع قبيلة سافي. تسببت القنابل والمحرقات في إلحاق أضرار جسيمة بقرى سافي. خسرت الحكومة طائرة واحدة بها 3 قنابل وسلاح رشاش من نوع فيكرز ومدفع لويس أثناء العمليات ضد قبيلة سافي. تعرضت قريتي باتشيانو باندا وتانار للقصف من بين قرى أخرى. في إحدى مرات القصف لقرية تانار، قُتل 11 فردًا من أسرة واحدة ولم يتمكن باقي أفراد الأسرة من دفن القتلى في مقبرة القرية بسبب التهديد بمزيد من القصف. وبدلًا من ذلك دفنوا القتلى أمام منزل الأسرة، حيث ظلوا حتى عام 2011. خلال هذا التمرد، تردد بين سكان قبيلة سافي أن الحكومة تنوي شحن النساء إلى كابول ليصبحن مومسات. كان الرجال الأصغر سنا ممن كانوا يملكون الكثير ليكسبوه والقليل ليخسروه من قتال الحكومة هم الأكثر حماسة بين المقاتلين المتمردين. انتخبت قبيلة سافي ملكًا خاصًا بها، يدعى ساليماي، بالإضافة إلى رئيس الوزراء (أمانات ليوانا) ووزير الدفاع (أمانول مولك). 

### دور الطائرات
حصلت أفغانستان على طائرة هوكر هايند من بريطانيا، إذ اشترت 8 طائرات في عام 1937 و20 طائرة إضافية في عام 1939. خلال ثورات القبائل بين عامي 1944 و1947، استُخدمت هذه الطائرات عندما أسقطت الحكومة الأفغانية منشورات ورقية من عليها، وأطلقت النار على رجال القبائل وأسقطت القنابل الحارقة.
أُشيع أنه في إحدى المرات، قصفت الطائرات الأفغانية عن طريق الخطأ القوات الحكومية أو القوات المجندة القبيلة المتحالفة معهم، ما تسبب في وقوع 40 ضحية. كانت هناك أيضًا بعض الحوادث الطفيفة في مطار جلال آباد، لكن لم تلحق بالطائرة أضرار جسيمة. قُتل ضابطان جويان في العمليات، هما محمد أنور خان (طيار) وعبد فاكيل خان (مراقب)، في حين سقط ضابط جوي آخر، وهو طيار، في أيدي المتمردين في مزار أو بيش داراس، حيث طُعن في ظهره وقُطعت حنجرته، لكنه نجا بعد أن وجده القرويون المحليون فاقدًا للوعي بالقرب من طائرته وعالجوا جروحه. 

## النتائج
انتهت الثورات مع هزيمة سافي واستسلام مزراق في أواخر عام 1946 ويناير 1947 على التوالي. قُتل المئات من سكان سافي في الثورات، وبعد هزيمتهم، طُهّر وادي كونا عرقيًا من بشتون سافي. نُفي سكان سافي الآخرون، وهم نحو 500 عائلة، إلى هرات أو كابول أو منطقة شولجارا. وكان عبد الرحمن خان، الحاكم السابق لهرات، وصهره الشاعر الفارسي خليل الله خليلي من بين متمردي سافي الذين اعتُقلوا.